# غونزالو أغيري
غونزالو أغيري (بالإسبانية: Gonzalo Aguirre Ramírez) هو محامي وصحفي وسياسي أوروغواني وإسباني، ولد في 25 يناير 1940 في مونتفيدو في الأوروغواي. حزبياً، نشط في الحزب الوطني (الأوروغواي).